# Bissy (Savoie)
Pour les articles homonymes, voir Bissy.
Bissy est une ancienne commune française, située dans le département de la Savoie en région Auvergne-Rhône-Alpes.
Elle a fusionné le 6 mai 1961 avec la ville de Chambéry, en même temps que Chambéry-le-Vieux.

## Géographie

Le plan de Bissy en 1921.

Le quartier de Bissy, d'une superficie de 554 hectares, soit 5,54 km2, est situé dans la partie nord-ouest de la commune de Chambéry, à trois kilomètres du centre.

## Toponymie
Bissy est dérivé du nom médiéval Bissiacum, qui signifiait « Domaine du nommé Bittius ».

## Histoire
Les premières traces connues de Bissy remontent au XIVe siècle, avec le Prieuré de Saint-Valentin.
- En 1811, le colonel Nicolas de Maistre, (frère de Joseph et Xavier de Maistre), achète en 1811 au Grand Séminaire de Chambéry, la maison forte du Mollard, sur une butte située à 400 mètres de l'église de Bissy. Cette maison forte, édifiée au XIVe siècle, appartenait à Jean du Mollard et elle surveillait la route du Bourget[3]. Elle est désormais connue sous le nom de Château de Maistre. Alphonse de Lamartine y a résidé lors des Cent-Jours et en a fait la description dans ses Mémoires[4].

- L'une des familles les plus connues de Bissy est l'ancienne famille de Regnauld de Lannoy de Bissy, toujours subsistante, qui reste propriétaire du château de Bissy-Beauregard[5]. Elle est notamment illustrée par le colonel Richard de Regnauld de Lannoy de Bissy.

Le 6 mai 1961, la commune de Bissy est rattachée à celle de Chambéry sous le régime de la fusion simple.

## Démographie
Les données démographiques les plus anciennes connues sur la paroisse de Bissy remontent au Moyen Âge et sont parfois exprimées en feux fiscaux.
Ces données sont les suivantes :
| Année | Nombre d'habitants |
| ----- | ------------------ |
| 1399  | 60 feux            |
| 1471  | 60 feux            |
| 1551  | 531                |
| 1725  | 400                |
| 1781  | 500                |
| 1806  | 693                |
| 1848  | 927                |
| 1911  | 978                |
| 1936  | 1228               |
| 1954  | 1614               |

Après la fusion, le quartier de Bissy s'étend sur 610 ha (soit 29 % du territoire de Chambéry).

## Population et société

### Démographie
Les habitants de Bissy sont appelés les Bisserains. Au recensement de 2006, Bissy comptait une population évaluée à 5 859 habitants.

### Enseignement
La commune est située dans l’académie de Grenoble.

#### Établissements scolaires
Elle dispose de deux écoles maternelle et élémentaires, les écoles Jacques Prévert, et Jean Rostand,, sur son territoire.
La commune dispose d’un collège sur son territoire, le collège de Bissy.

#### Enseignement supérieur
Aucun lycée n'est placé sur le territoire de la commune, mais il y a deux lycées dits de secteur situés en centre-ville de Chambéry, les lycées Vaugelas et Monge.

## Lieux importants

### Lieux existants
| Nom                   | Image | Année de construction | Localisation       |
| --------------------- | ----- | --------------------- | ------------------ |
| Château de Beauregard |       | XIIIe siècle          | Route de la Labiaz |
| Église Saint-Valentin |       | Années 1840           | Route de Chaloz    |
| Château de Chaloz     |       | XIVe siècle           | Colline de Chaloz  |
| Château de Maistre    |       | XIVe siècle           | Route de Chamoux   |

### Lieux disparus
| Nom                   | Image | Année de construction | Localisation       |
| --------------------- | ----- | --------------------- | ------------------ |
| Château du Mas-Barral |       | 1880                  | Parc du Mas-Barral |

## Personnalités liées à la commune
- Le colonel Nicolas de Maistre (1756-1837), officier au Régiment de Savoie, fils de François-Xavier Maistre président en second du Sénat de Savoie.
- Le poète Alphonse de Lamartine (1790-1869) fait un séjour à Bissy dans la famille de Maistre, à l'époque des Cent-Jours[13].
- Le colonel Richard de Regnauld de Lannoy de Bissy (1844-1906), officier français décédé à Bissy le 1er juillet 1906.
- Roger Labbe, né à Bissy en 1924, résistant au maquis de Saint-Georges-d'Hurtières assassiné par les Nazis le 14 mars 1944, une rue porte son nom.
- Pierre Vincent (1914-2015), général français.

## Anecdotes
- Alphonse de Lamartine écrit le poème « Adieu » en hommage à Bissy[14].

### Extrait de la Trente-et-unième Méditation de Lamartine, en séjour à Bissy
« En revenant de la Suisse après les Cent-jours, je m'arrêtai dans la vallée de Chambéry, chez l'oncle d'un de mes plus chers amis (Xavier de Vignet): le colonel Nicolas de Maistre...il était le frère cadet du fameux écrivain (Joseph de Maistre), qui a laissé un si grand nom dans la philosophie et dans les Lettres. Je passai quelques jours heureux à Bissy, enseveli sous l'ombre des noyers et des sapins du Mont-du-chat. Je voyais de ma fenêtre la nappe bleue de ce beau lac où je devais aimer et chanter plus tard...L'esprit éminent et original, la bonté, la sérénité de toute cette maison de Maistre, me captivait...Je quittai avec peine cette oasis de paix, d'amitié, de poésie, pour revenir à Beauvais reprendre l'uniforme, le sabre, le cheval, le tumulte de la garnison »

— Les Grands Écrivains de la France - Lamartine : Méditations Poétiques. Vol.II-Paris. Hachette. 1870